# Bastardiopsis myrianthus
Bastardiopsis myrianthus är en malvaväxtart som först beskrevs av José Jéronimo Triana och Planch., och fick sitt nu gällande namn av J. Fuertes och P.A. Fryxell. Bastardiopsis myrianthus ingår i släktet Bastardiopsis och familjen malvaväxter. Inga underarter finns listade i Catalogue of Life.